# Gelbschnabelelster
Die Gelbschnabelelster (Pica nuttalli) ist eine nordamerikanische Singvogelart aus der Familie der Rabenvögel (Corvidae). Mit 43 bis 54 Zentimetern Körperlänge ist sie der kleinste lebende Vertreter der Echten Elstern (Pica). Sie fällt innerhalb der Gattung durch ihren gelben Schnabel und Gesichtsfleck auf, zeigt aber ansonsten die übliche kontrastreiche Schwarzweißfärbung der Echten Elstern. Die Gelbschnabelelster ist ein Endemit Kaliforniens, das Verbreitungsgebiet beschränkt sich auf das kalifornische Längstal und die Täler der Küstengebirge südlich von San Francisco. Sie ist eine Leitart der kalifornischen Eichensavanne, in der sie vor allem entlang von Flussläufen zu finden ist, zudem brütet sie in den schattigen Tälern entlang des Längstals. Wie alle Echten Elstern ernährt sie sich omnivor. Die Gelbschnabelelster beginnt zwischen Januar und Mitte Februar mit dem Nestbau, dem nach zwei bis acht Wochen die Eiablage folgt. Die Gelege umfassen ein bis fünf Eier, die Jungen schlüpfen nach 16 bis 18 Tagen Brutzeit.
Erstbeschreiber der Art ist John James Audubon, der sie 1837 wissenschaftlich benannte und mit dem Namenszusatz nuttalli den Naturforscher Thomas Nuttall ehrte. Die nächstverwandte Art ist die Hudsonelster (Pica hudsonia). Die beiden Arten entstanden während der Eiszeiten in Nordamerika aus einem gemeinsamen Vorfahren.
Heute gilt vor allem das West-Nil-Virus als größte Bedrohung der Gelbschnabelelster, etwa 30–49 % des Bestandes fielen ihm seit 2003 zum Opfer. Daneben kam es örtlich auch zu Populationsrückgängen durch das Verschwinden von Eichensavannen. Derzeit stuft die IUCN die Art noch als ungefährdet ein; eine Einstufung in eine höhere Gefährdungskategorie wird jedoch bereits diskutiert.

## Merkmale

### Körperbau und Farbgebung

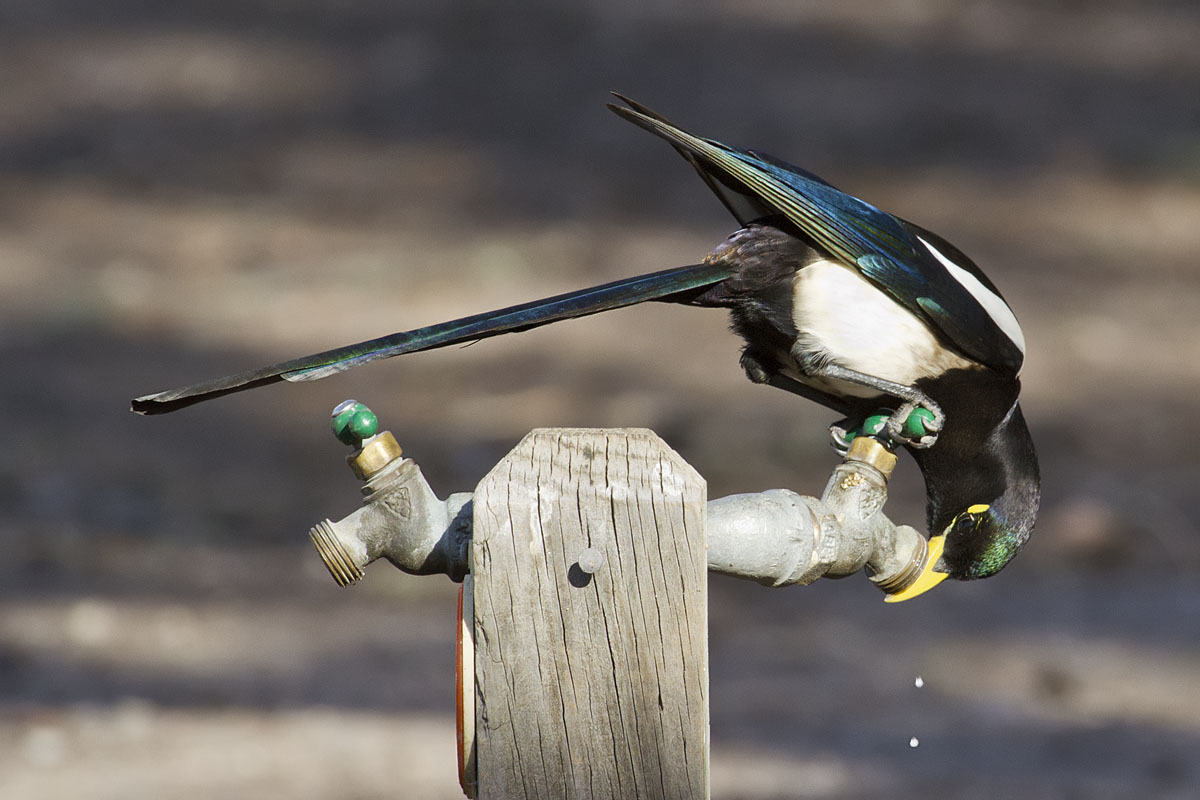
Wie alle Echten Elstern hat die Gelbschnabelelster ein metallisch glänzendes Gefieder. Der nackte Hautfleck hinter dem Auge kann unterschiedlich groß sein und bisweilen sogar um das ganze Auge reichen.

Unter den rezenten Echten Elstern (Pica) ist die Gelbschnabelelster die kleinste, vermutlich auch im Vergleich mit der ausgestorbenen Pica mourerae. In ihren Proportionen und ihrer allgemeinen Morphologie entspricht sie aber der Gattung. Mit 43–54 cm Gesamtlänge ist sie nur wenig kleiner als andere Arten der Gattung. Sie besitzt den typischen langen Schwanz, einen kräftigen, leicht gekrümmten Schnabel und kurze, an den Spitzen deutlich gefingerte Flügel, deren Enden knapp über den Schwanzansatz hinausreichen. Ihr dichtanliegendes Gefieder verleiht ihr ein schlankes Erscheinungsbild. Männchen der Art werden im Durchschnitt 6–10 % größer und 17 % schwerer als Weibchen, es gibt aber eine breite Überlappung in den Maßbereichen. Weibliche Gelbschnabelelstern haben ein Gewicht von 124 bis 158 g. Ihre Flügel erreichen eine Länge von 173 bis 196, ihr Schwanz von 195 bis 245 mm. Der Schnabel wird bei Weibchen 21–25, der Laufknochen 42–51 mm lang. Dem gegenüber werden Männchen 147–181 g schwer. Ihre Flügellänge liegt bei 167–197 mm, ihr Schwanz misst 220–267 mm. Der Schnabel erreicht beim Männchen 20–32 mm, während der Laufknochen 41–46 mm misst. Der Schwanz ist stark gestuft, das mittlere Steuerfederpaar ist deutlich länger als die übrigen Steuerfedern.
Die Färbung der Gelbschnabelelster entspricht – von wenigen Details abgesehen – der der anderen Echten Elstern. Zwischen Männchen und Weibchen gibt es hier keinen Unterschied. Nasalfedern, Kopf, Hals, Brust, Schenkel, Rücken und Ober- sowie Unterschwanzdecken sind schwarz. Hinter dem Auge befindet sich ein kleines Feld nackter gelber Haut. Der Bürzel ist heller als der angrenzende Rücken und die Oberschwanzdecken, er tendiert eher ins Schmutziggraue. Bauch, Schulterdecken und Flanken sind weiß. Flügeldecken und Handschwingen sind schwarz gefärbt, die Handschwingen sind nur auf den Außenfahnen weiß, ihre Spitzen und Innenfahnen sind schwarz. Bei angelegten Flügeln erscheinen die weißen Außenfahnen als schmaler weißer Flügelstreif, auf dem abgespreizten Flügel bilden sie eine große weiße Fläche. Das gesamte schwarze Gefieder zeigt einen metallisch-irisierenden Glanz: Auf Flügeln und Schwanz bläulich, auf der Kopfplatte grünlich. Rücken, Hals und Brust glänzen nur schwach. Der Schnabel der Gelbschnabelelster ist anders als beim Rest der Gattung gelb, nur an der Spitze ist er bei einigen Individuen schwarz gefärbt. Beine und Krallen sind schwarz, die Iris ist dunkelbraun.
Jungtiere ähneln adulten Artgenossen in der Färbung ihres Gefieders und ihrem Körperbau. Die schwarzen Gefiederpartien wirken aber matter und bräunlicher und das Gefieder ist insgesamt lockerer. Diagnostisch von Bedeutung ist bei der Altersbestimmung vor allem die äußerste Handschwinge: Sie ist bei juvenilen Gelbschnabelelstern breiter und weniger sichelförmig als bei adulten. Ihre weißen und schwarzen Bereiche sind zudem weniger scharf abgegrenzt.

### Flugbild und Fortbewegung

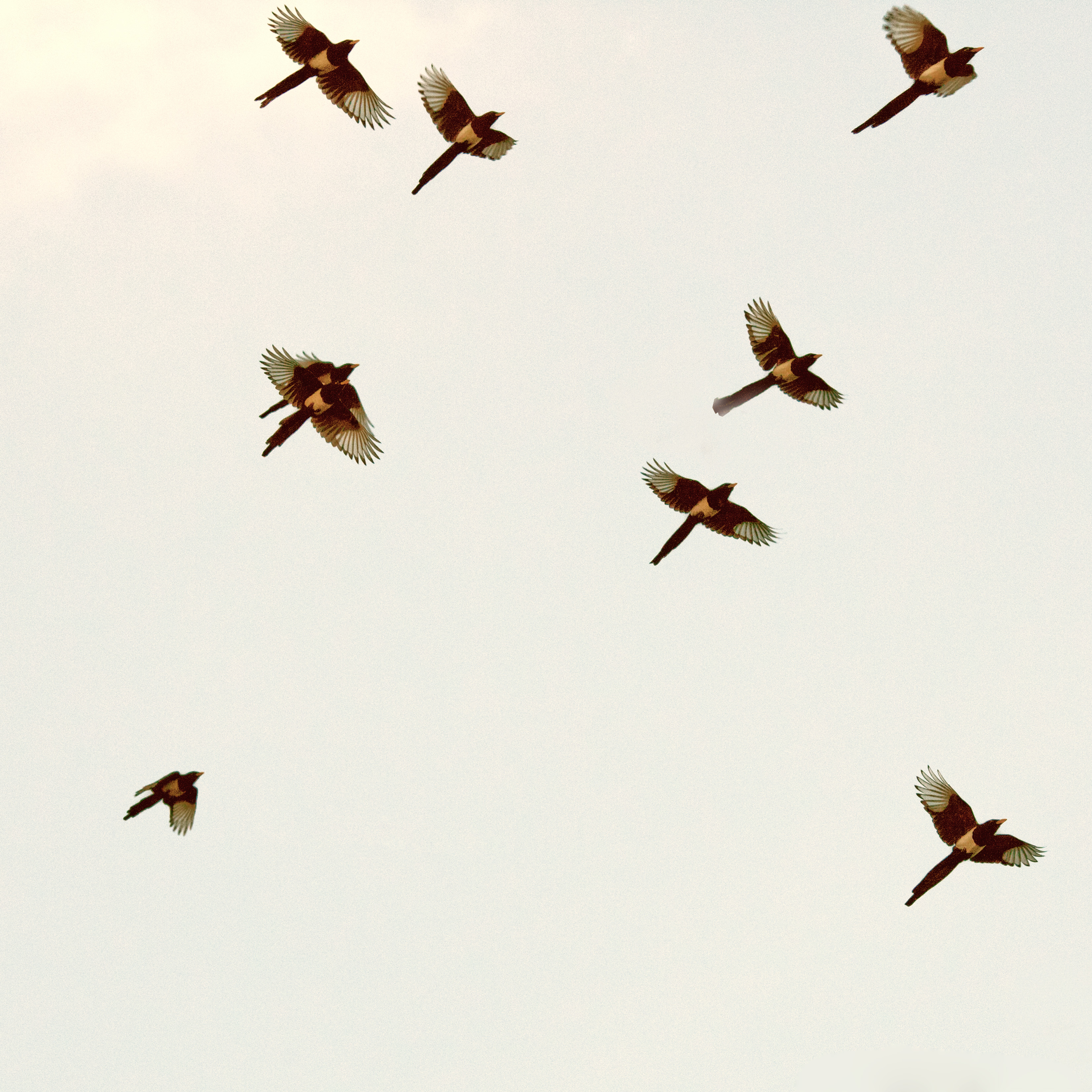
Ein Trupp Gelbschnabelelstern über Sacramento. Die relativ langen Flügel der Art heben sie von anderen Echten Elstern ab.

Verglichen mit ihren Gattungsgenossen besitzt die Gelbschnabelelster recht lange Flügel. Im Flug wirken sie deutlich länger als die der parapatrischen Hudsonelster (Pica hudsonia). Die Gelbschnabelelster fliegt im Streckenflug mit schnellen Flügelschlägen, die von kurzen Gleitphasen unterbrochen werden. Sturzflüge vollführt sie mit teilweise angelegten Flügeln, ihr langer Schwanz macht sie in der Luft äußerst wendig. Auch im Geäst dient er zum Balancieren und erlaubt es ihr, zielsicher von Ast zu Ast zu hüpfen. Auf dem Erdboden bewegt sich die Gelbschnabelelster für gewöhnlich schreitend fort. Für ein schnelleres Vorankommen, etwa um Beute zu fangen, wechselt sie in synchrones oder asynchrones Hüpfen. Mitunter schlägt sie parallel dazu auch mit den Flügeln.

### Lautäußerungen
In ihren Lautäußerungen zeigt die Gelbschnabelelster große Ähnlichkeiten mit der Hudsonelster. Beide Arten zeigen eine ähnliche Form des für Echte Elstern typischen Geschackers, das in einem höheren Frequenzbereich als das der Elster (P. pica) liegt. Gelbschnabelelstern lassen es in verschiedenen Geschwindigkeiten vernehmen. In der langsameren Version zieht es Artgenossen an und dient vor allem als Hasssignal, während es in der schnelleren „Stakkato“-Version wohl einen Aufruf zur sofortigen Flucht darstellt, wie Tonbandexperimente nahelegen. Männchen singen zur Balzzeit mit einem leisen Subsong aus weichen, plätschernden Silben, die von höheren Pfeifnoten unterbrochen werden. In diesen Gesang werden mitunter auch nachgeahmte Rufe und Gesänge anderer Vogelarten eingeflochten. Während der Brutzeit rufen die Weibchen laut und häufig mit einem fragenden kwäi? nach Futter, der Bettelruf von Jungvögeln klingt ähnlich. In erregtem Zustand geben Gelbschnabelelstern ein metallisch klickendes kliep von sich, begleitet von Schwanzzucken.

## Verbreitung

Verbreitungsgebiet der Art im westlichen Nordamerika. Das Artareal beschränkt sich auf die warmen und trockenen Regionen Kaliforniens entlang des Längstals und der Pazifikküste.

Das Verbreitungsgebiet der Gelbschnabelelster ist relativ klein: Die Art ist einer der wenigen Endemiten Kaliforniens und kommt dort nur entlang des Central Valley und in den vorgelagerten Southern Coast Ranges vor.
Der nördlichste Punkt des Verbreitungsgebietes liegt in etwa bei Redding, am nordwestlichen Ende des Sacramento Valley. Von dort aus zieht es sich südwärts entlang der Ausläufer der Sierra Nevada und des Sacramento River bis etwa Sacramento. Das mittlere Längstal zwischen Sacramento und Fresno wird weitgehend gemieden; um Fresno herum verläuft aber ein schmaler Korridor, der die Vorkommen in den Westausläufern der Sierra Nevada mit denen in den Southern Coast Ranges verbindet. Östlich von Fresno reicht das Artareal entlang der Sierra Nevada bis nach Bakersfield. In den westlichen Küstengebirgen beginnt es im Süden der San Francisco Bay und reicht fast über die gesamten South Coast Ranges bis knapp vor Santa Barbara.
Das Vorkommen der Art beschränkt sich auf Kaliforniens Gebiete mit mediterranem Klima, also Regionen mit heißen, trockenen Sommern und kühlen, nassen Wintern. Sie ist an die Vegetationsform der Eichensavanne gebunden. Wo Eichenparkland infolge von menschlicher Besiedlung verschwand, etwa im Monterey County, verschwand auch die Gelbschnabelelster. Ähnliches geschah rund um Santa Barbara und Ventura, wo die Art wohl im Zuge starker Siedlungstätigkeit nicht mehr vorkommt. Infolge der Industrialisierung der kalifornischen Landwirtschaft zog sich die Gelbschnabelelster wohl auch aus anderen Gebieten zurück, in denen sie einstmals häufig war. Das Fehlen detaillierter Berichte aus der Zeit vor dem frühen 20. Jahrhundert erschwert es allerdings, die Verbreitungsgeschichte der Art nachzuzeichnen. Fossil findet sich die Art in den Lagerstätten von Rancho La Brea, Carpinteria und McKittrick. Alle drei Fundstätten stammen aus dem Pleistozän und liegen am südlichen Ende des heutigen Verbreitungsgebietes. Vermutlich wurde die Gelbschnabelelster während der Eiszeiten im Süden Kaliforniens isoliert und erreichte nach dem Rückzug der Gletscher ihre heutige Verbreitung. Die Art ist ein Standvogel und bleibt auch im Winter in ihrem Bruthabitat. Lediglich im Sommer können Jungvogelschwärme vereinzelt bis zu 3,5 km weit wandern, um lokalen Nahrungsengpässen zu entgehen.

## Lebensraum

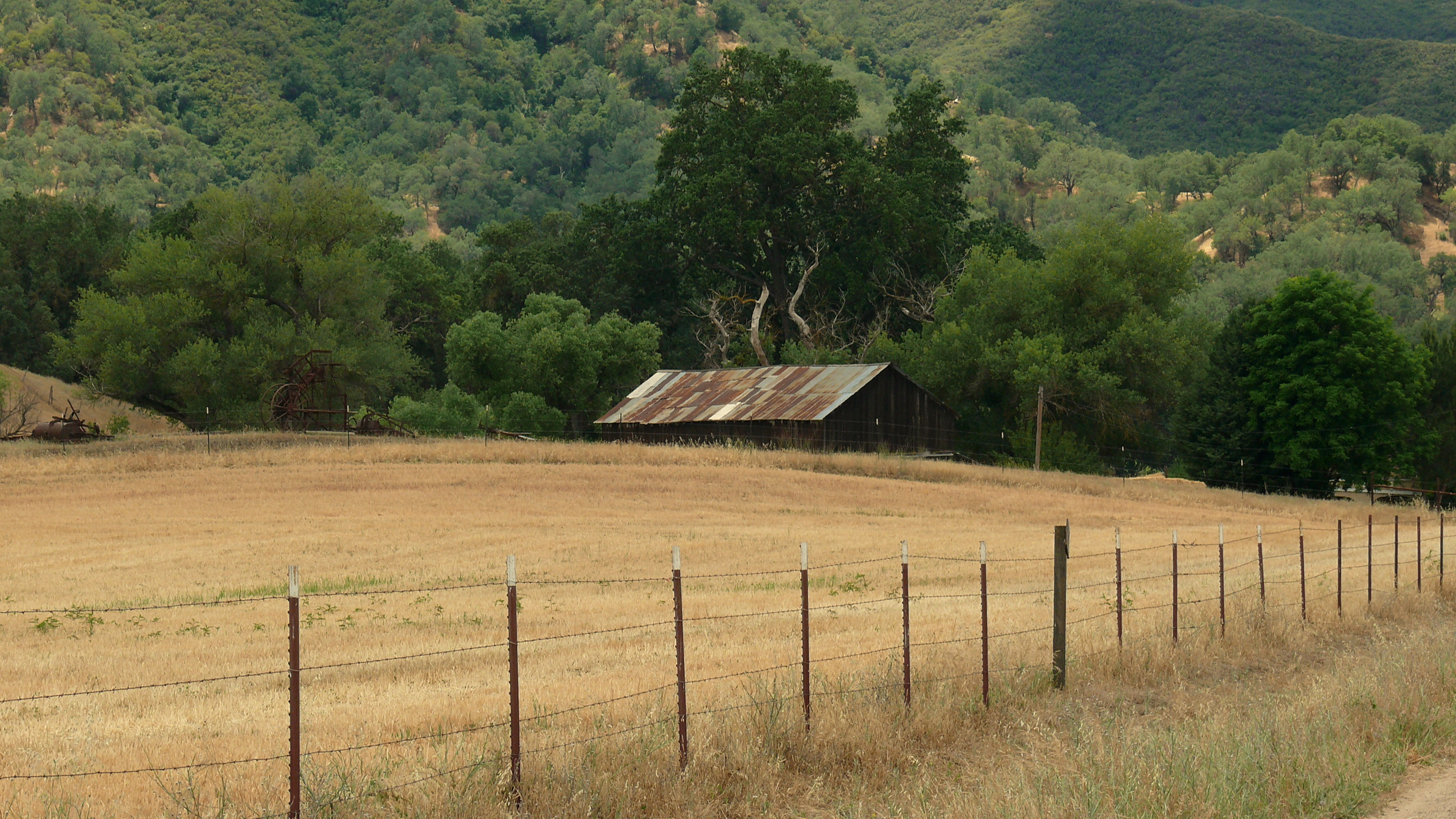
Trockene, halboffene und offene Landschaften – etwa schwach zersiedelte Eichensavanne wie hier in Pozo – bilden das typische Habitat der Gelbschnabelelster.

Die Gelbschnabelelster bewohnt vorwiegend die warmen, schattigen Gebirgstäler und die Vegetation entlang von Flussläufen im trockenen Central Valley. Dichtere Bestände von Kalifornischen Weiß-Eiche (Quercus lobata), Kalifornischer Stein-Eiche (Q. agrifolia) und anderer Eichenarten werden gegenüber offenen Landschaften mit nur vereinzelten Bäumen bevorzugt. Die Ursache dafür ist wahrscheinlich der Schutz vor Temperaturextremen. Die ganzjährige Verfügbarkeit von Wasser und Insekten sind ausschlaggebend für die Eignung eines Habitats. Neben Eichensavannen nutzt sie zur Nahrungssuche auch landwirtschaftliche Flächen oder Obstplantagen. Stellenweise ist sie auch in dicht von Menschen besiedelten Gebieten anzutreffen, auch wenn sie sie anderenorts unter Umständen meidet.

## Lebensweise

### Ernährung

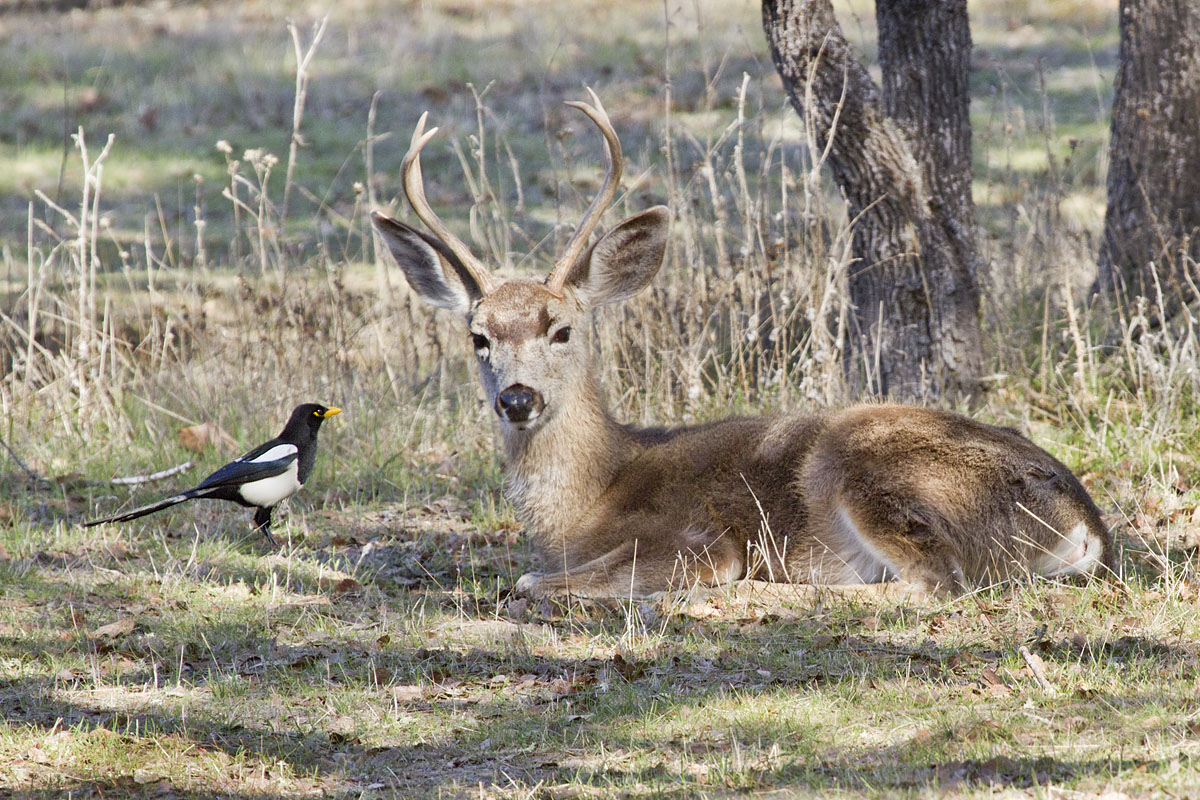
Maultierhirsch (Odocoileus hemionus) mit Gelbschnabelelster. Wie auch andere Arten der Gattung Pica werden die Vögel von Hirschen und anderen Großsäugetieren toleriert, während sie Parasiten aus deren Fell fressen.

Gelbschnabelelstern nutzen ein breites Spektrum an Nahrungsquellen. Sie fressen Insekten und andere Gliederfüßer, Körnerfrüchte, Eicheln, Aas, Vogelbruten und gelegentlich andere kleine Wirbeltiere. Verglichen mit der Hudsonelster finden sich in der Nahrung der Art weniger Wirbeltiere und Kadaver. Stattdessen ernährt sie sich häufiger von Gliederfüßern. Im Winter und im frühen Frühjahr, wenn das Aufkommen an Insekten am geringsten ist, gewinnt Aas an Bedeutung. Während der Brutzeit verschiebt sich der Schwerpunkt auf Schmetterlingsraupen (vor allem Glucken der Gattung Malocosoma) und Springschrecken, der Anteil von Käfern schwankt von Jahr zu Jahr. In den trockenen Sommermonaten gewinnen Springschrecken besondere Bedeutung. Im September und Oktober können sie rund die Hälfte der Nahrung ausmachen, wie eine Analyse von Mageninhalten aus den 1920er Jahren ergab. Andere im Sommer schwärmende Insekten frisst die Gelbschnabelelster ebenfalls bereitwillig. Früchte und Samen nehmen im Nahrungsspektrum im Herbst einen breiteren Raum ein. Neben Eicheln von Nordamerikanischer Rot-Eiche und Kalifornischer Stein-Eiche nutzt die Art dann auch Feigen (Ficus spp.), Kreuzdorn (Rhamnus spp.) oder Toxicodendron diversilobum. Lokal sucht die Gelbschnabelelster auch Plantagen und Weinberge auf, um das Überangebot an Früchten zu nutzen. Getreide wird hingegen meist erst nach der Ernte auf den Stoppelfeldern aufgelesen.
Den Großteil ihrer Nahrung nehmen Gelbschnabelelstern von der Erdoberfläche oder aus der obersten Bodenschicht auf. Seltener pflücken sie Früchte von Bäumen oder Sträuchern, Fluginsekten werden springend oder fliegend gefangen. Gelbschnabelelstern suchen in Dungfladen oder Laubhaufen nach Nahrung, Überschwemmungsflächen werden nach Regenwürmern abgesucht. Während der Brutsaison erfolgt die Nahrungssuche in kleinen Trupps, außerhalb der Brutzeit bewegen sich die Vögel dabei in großen Trupps von mehreren Dutzend Tieren. Das Nahrungshabitat besteht aus Bereichen mit niedriger Vegetation; nackten Erdboden und hohes Gras meidet die Gelbschnabelelster bei der Nahrungssuche. Die Schwärme suchen ergiebige Nahrungsgründe über mehrere Tage hinweg wiederholt auf. In der Brutzeit beschaffen sich die Brutpartner den Großteil des Futters von außerhalb der näheren Nestumgebung. Überzähliges Futter wird wie bei allen Rabenvögeln versteckt. Die Verstecke legt die Gelbschnabelelster meist in geringer Entfernung (< 50 m) vom Fundort an. Futterstücke werden meist knapp unter der Erdoberfläche versteckt und oft schon nach wenigen Tagen wieder geborgen.

### Sozial- und Territorialverhalten
Gelbschnabelelstern sind geselliger als ihre nächsten Verwandten. Über das ganze Jahr hinweg bewegen sich die Vögel bei der Nahrungssuche in größeren Gruppen. Außerhalb der Brutzeit versammeln sich oft große Trupps an Schlafplätzen und zur gemeinsamen Nahrungssuche. Die Individualdistanz einzelner Vögel im Schwarm liegt für gewöhnlich bei einer Körperlänge; Brutpartner können sich aber auch näherkommen. Die Gelbschnabelelster verteidigt lediglich ein kleines Territorium (0,6–1,9 ha) um ihr Nest. Abseits der Brutzeit gibt sie die physische Verteidigung weitgehend auf, signalisiert durch Posieren auf Baumwipfeln aber oft weiterhin ihren Anspruch auf das Territorium. In ihren Brutkolonien ist die Art häufig mit dem Bullocktrupial (Icterus bullocki) vergesellschaftet, der vermutlich den Schutz vor Nesträubern sucht, den die größeren Rabenvögel gewährleisten. Nester werden meist in geringem Abstand zueinander in losen Kolonien angelegt, die 3 bis 30 Brutpaare umfassen. Während der Nahrungssuche feldern Gelbschnabelelstern häufig mit Purpurstärlingen (Euphagus cyanocephalus), Goldspechten (Colaptes auratus), Westlichen Lerchenstärlingen (Sturnella neglecta), Wanderdrosseln (Turdus migratorius) und Staren (Sturnus vulgaris).

### Fortpflanzung und Brut
Die Geschlechtsreife setzt bei Gelbschnabelelstern wahrscheinlich im zweiten Lebensjahr ein, die meisten Vögel brüten aber erst im dritten Lebensjahr. Brutpartner finden sich für gewöhnlich im zweiten Lebensjahr zusammen. Die Paarpartner sind meist monogam und die Brutpaare bestehen meist bis zum Tod eines Partners, Kopulationsversuche mit fremden Vögeln kommen jedoch vor. Männchen versuchen ihre Partnerin von Fremdkopulationen abzuhalten, indem sie sie während der Balzzeit und der Eiablage bewachen. Das Männchen balzt, indem es sich kreisend dem Weibchen nähert und dabei das Flankengefieder aufplustert. Zusätzlich gibt es verschiedene Balzrufe und einen Subsong von sich, richtet sich auf und spreizt seinen Schwanz in Richtung des Weibchens. Das Weibchen gibt seine Paarungsbereitschaft durch gebeugte Körperhaltung und einen tiefen, knurrenden Ruf zu erkennen. Die Kopulation dauert 2–4 Sekunden.
Gelbschnabelelstern bauen ihr Nest 10–20 m, im Schnitt 14 m hoch in der Krone großer Bäume, vorzugsweise Eichen. Häufig wird die Mistel Phoradendron leucarpum als Nestbasis genutzt. Beide Geschlechter beteiligen sich am zwischen Dezember und März stattfindenden Nestbau. Das Männchen schafft vor allem Baumaterial heran, während das Weibchen eher den eigentlichen Nestbau übernimmt. Das Nest hat den für Echte Elstern typischen Bauplan, bei dem größere Zweige zu einer kugelförmigen Konstruktion verwoben und innen anschließend mit Schlamm, Gras, Haaren und anderem feinen Material ausgekleidet werden. Es kann einen Durchmesser von 90 cm erreichen und bis zu zwei Monate Bauzeit in Anspruch nehmen. In das fertige Nest legt das Weibchen nach rund zehn Tagen (frühestens Mitte März, in der Regel ab Anfang April) 5–7 Eier, aus denen nach weiteren 16–18 Tagen die Jungen schlüpfen. Die Bebrütung erfolgt allein vom Weibchen, während das Männchen Futter heranschafft. Spätestens 30 Tage nach dem Schlupf sind die Jungvögel in der Regel flügge, oft fliegen sie aber auch schon vorher aus. Die nächsten 10–14 Tage werden sie ausschließlich von den Eltern gefüttert, für etwa 45 weitere Tage bleiben sie von ihnen abhängig. Aus etwa 65 % aller Eier schlüpfen die Küken, in der Regel fliegen ein bis drei Junge aus.

## Krankheiten, Fressfeinde und Mortalitätsursachen

Farbtafel zur Erstbeschreibung der Art von Audubon. Die Gelbschnabelelster ist mittig abgebildet und von anderen nordamerikanischen Rabenvögeln umgeben.

Als relativ großer Singvogel und Koloniebrüter besitzt die Gelbschnabelelster offenbar nur wenige ernsthafte Fressfeinde; die Erbeutung adulter Vögel durch andere Tiere wird nur selten beobachtet. Gelegentlich fällt sie größeren Greifvögeln wie Rotschwanzbussarden (Buteo jamaicensis) und Steinadlern (Aquila chrysaetos) zum Opfer; auch Habicht (Accipiter gentilis), Wanderfalke (Falco peregrinus) oder Virginia-Uhu (Bubo virginianus) zählen zu den Fressfeinden von Altvögeln. Gelege und Nestlinge werden möglicherweise von Kiefernnattern (Pituophis melanoleucus) gefressen, die häufig die Nester sympatrischer Arten ausräumen. Die große Nisthöhe der Gelbschnabelelster dient womöglich dazu, der Kiefernnatter auszuweichen; die parapatrische Hudsonelster brütet weit niedriger, dafür aber früher. Kettennattern (Lampropeltis getula) plündern gelegentlich Gelege aus Nestern in geringer Höhe. Außer von verschiedenen Federlingen (Mallophaga spp.) und Lausfliegen (Hippoboscidae spp.) werden Gelbschnabelelstern auch von Protozoen der Gattung Leucocytozoon befallen. Für hohe Sterblichkeitsraten in den Beständen sorgt seit 2003 das West-Nil-Virus, dem zwischen 2004 und 2006 wohl etwa 30–49 % des Bestandes zum Opfer fielen. 78 % aller tot aufgefundenen Gelbschnabelelstern trugen zwischen 2004 und 2006 das Virus in sich, Antikörper wurden bislang nur bei einem Individuum gefunden. Zur Sterblichkeit tragen auch Giftköder bei, die eigentlich auf Nagetiere abzielen.
Eine Hauptmortalitätsursache sowohl von Altvögeln als auch von Nestlingen ist offenbar Verhungern, wie brutbiologische Studien und ein alljährlicher Populationsabfall während der Nahrungsengpässe im Sommer und Herbst nahelegen. Männchen haben nach der ersten Brut mit 3,6 Jahren eine etwas höhere durchschnittliche Lebenserwartung als Weibchen mit 3,3 Jahren. Pro Jahr überleben rund 70 % der Brutpopulation. Die ältesten im Freiland gefundenen Gelbschnabelelstern waren über zehn Jahre alt. Zwei beringte Weibchen brüteten noch in ihrem neunten Lebensjahr.

## Systematik
Die Erstbeschreibung der Gelbschnabelelster stammt aus dem Jahr 1837. John James Audubon stellte die Art in seinen Werken Ornithological Biography und dem als Begleitband erschienenen The Birds of America als „Corvus nuttalli“ auf. Im Artepitheton nuttalli ehrte er den Naturforscher Thomas Nuttall, der Audubon Bälge und Berichte über die Art zukommen lassen hatte. Lange galt die Art als Schwestertaxon der Elster (Pica pica). Man nahm an, dass sie einstmals ganz Nordamerika bewohnte, aber durch die Eiszeiten nach Kalifornien zurückgedrängt und schließlich im Rest des Kontinents durch die Elster ersetzt wurde. Erst vergleichende Verhaltensstudien und molekulargenetische Untersuchungen führten dazu, dass die nordamerikanische Hudsonelster (P. hudsonia) als eigene Art anerkannt und der Gelbschnabelelster als Schwestertaxon gegenübergestellt wurde. Ihr gemeinsamer Vorfahr wanderte wohl im Pleistozän von Sibirien nach Nordamerika ein. Vor 625.000–750.000 Jahren wurden die Vorfahren von Gelbschnabel- und Hudsonelster durch die Vergletscherung des Kontinents voneinander getrennt. Beide Arten ähneln sich zwar noch stark im Verhalten, bewohnen aber unterschiedliche Klimazonen und treffen in ihren Verbreitungsgebieten nicht aufeinander. Die Gelbschnabelelster ist monotypisch, das heißt für die Art werden keine Unterarten anerkannt.

## Bestand und Status

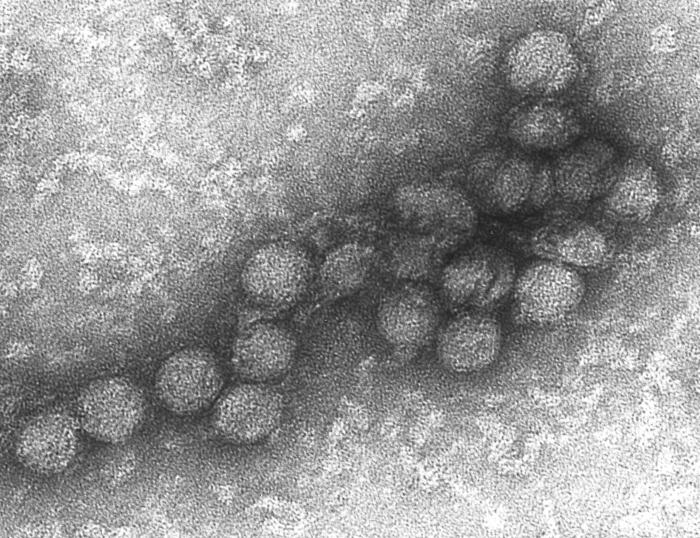
Eine der Hauptursachen für Bestandsrückgänge seit 2003: Das West-Nil-Virus

Die Siedlungsdichte der Gelbschnabelelster variiert, bedingt durch ihr Nistverhalten, regional oft deutlich. Brutkolonien können örtlich für eine hohe Dichte sorgen, während anderenorts potentiell geeignete Habitate nicht genutzt werden. Nur etwa 10 % der 650.000 ha kalifornischer Eichensavanne werden von der Art genutzt. Gesicherte Bestandsschätzungen für die Art liegen nicht vor.
Die IUCN stufte die Art 2012 noch als ungefährdet („least concern“) ein. Nach Untersuchungen aus den Jahren 2007 und 2008 ist der Bestand durch den seit 2003 in Kalifornien nachgewiesenen West-Nil-Virus zwischen 2004 und 2006 jedoch drastisch um etwa 30 bis 49 % zurückgegangen. Es ist unklar, ob sich der Rückgang der Art nach 2006 fortgesetzt hat. Eine Höherstufung in eine Gefährdungskategorie der Red List der IUCN wird bereits diskutiert. Die Umwandlung der Eichensavanne stellt örtlich eine weitere Gefahr für die Bestände dar. Die gelegentliche Verfolgung als Landwirtschaftsschädling und die unbeabsichtigte Vergiftung können sich ebenfalls kritisch auswirken. Als dringend notwendig werden vor allem genauere Bestandsuntersuchungen erachtet, um herauszufinden, wie stark einzelne Faktoren den Bestand beeinträchtigen.